# Woudsend
Woudsend (Fries: Wâldsein, [vɔ:ts’a.i ̯n]) is een dorp in de gemeente Súdwest-Fryslân, in de Nederlandse provincie Friesland. Woudsend ligt tussen Heeg en Balk midden in het Friese merengebied. Het dorp is een watersportplaats aan de Ee, tussen het Slotermeer en het Heegermeer. Het dorp ligt aan de route van de Elfstedentocht en heeft meerdere havens, met name aan de Wellesloot en de Woudsenderrakken.
In 2023 telde het dorp 1.415 inwoners.

## Geschiedenis
Het dorp is in de hoge middeleeuwen ontstaan aan de westelijke oever van de Ee. In de vroege elfde eeuw werd Woudsend zelfstandig. Door de groei en de aantrekkingskracht voor de scheepvaart, scheepsbouw en houtbewerking kreeg het dorp een kleinstedelijk karakter. In de 19e eeuw groeide het dorp verder aan de andere kant van het water. In de 20ste eeuw ontwikkelde het dorp zich als watersportplaats.
In 1337 werd Woudsend vermeld als Woldesende, in 1446 als Woldensend, in 1447 als Waldeseende, in 1492 als Woldsende, in 1505 als Wolseyndt, in 1516 als Walseyndt, in 1520 als Waldzein en in 1579 als Waldsem. De plaatsnaam verwijst naar de rand of einde van een bos/woud.
Tot 2011 lag Woudsend in de voormalige gemeente Wymbritseradeel.

## Beschermd dorpsgezicht
Een deel van Woudsend is een beschermd dorpsgezicht, een van de beschermde stads- en dorpsgezichten in Friesland. Kenmerkend voor het dorp zijn de negentien stegen die het centrum van oost naar west doorkruisen en waarvan de langste zo’n honderd meter lang is. Verder zijn er in het dorp verschillende rijksmonumenten.

## Kerken
De oudste kerk van Woudsend is de Sint-Michaëlkerk. Deze kerk is de oudste rooms-katholieke kerk van Friesland. De kerk stamt uit 1792 en is gewijd aan Sint-Michaël. De driebeukige schuilkerk werd in 1933 verbouwd, kreeg een toren en het schip werd verlengd.
De Karmel uit 1837 verwijst naar de kloosterkerk van het karmelietenklooster, die er tussen 1337-1580 was gevestigd. In 1660 werd de kloosterkerk vervangen.
De andere kerken zijn geen officiële kerken meer. De Gereformeerde kerk uit 1912 is in 1999/2000 omgebouwd tot een woning terwijl de Doopsgezinde kerk uit 1858 in 1968 al buiten gebruik werd genomen. Er is een restaurant in gekomen. De kerk verving oorspronkelijk een kerk uit 1722.

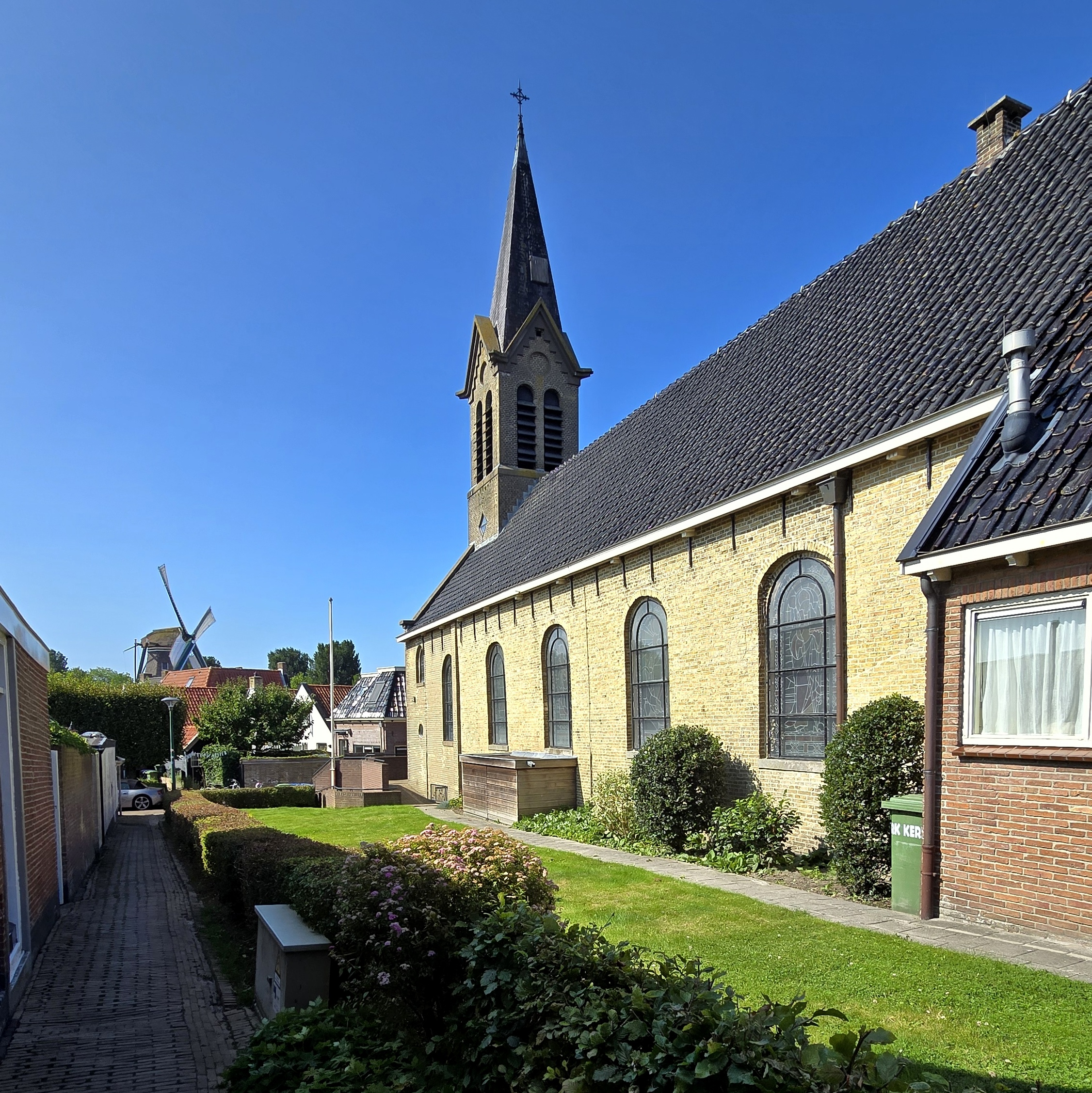
Sint-Michaëlkerk
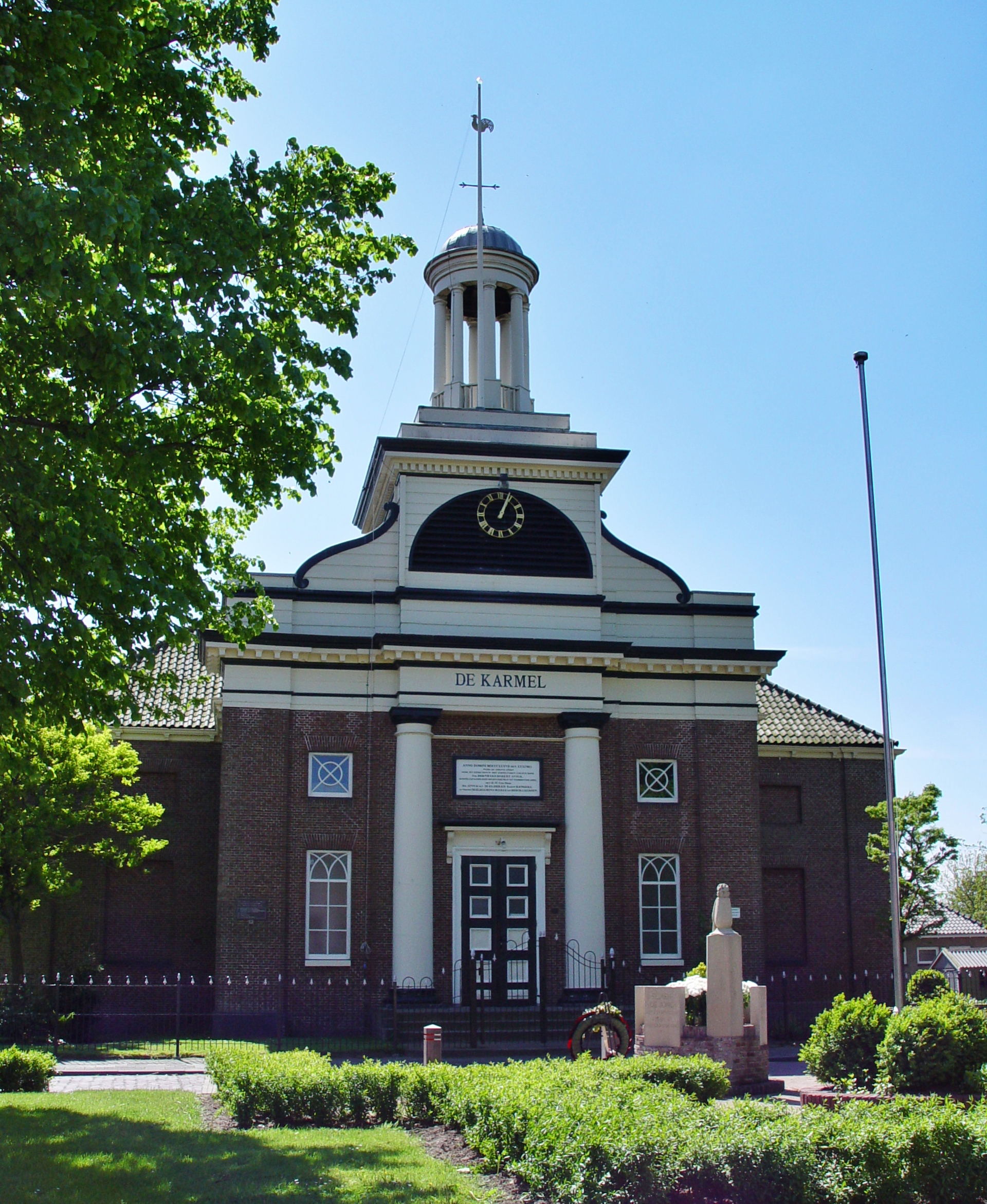
De Karmel
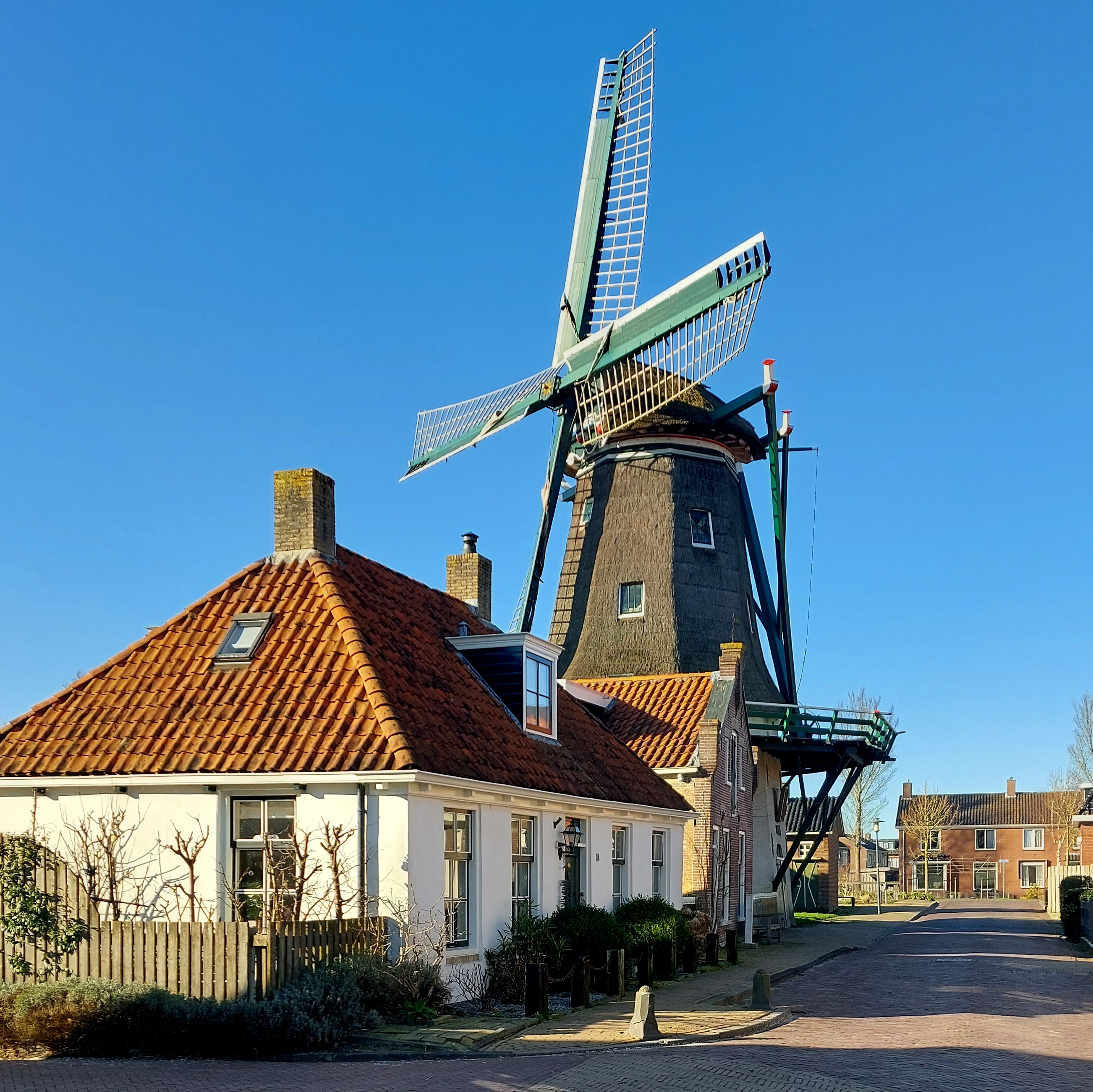
't Lam

## Molens
De stellingmolen 't Lam is een windmolen die in gebruik is als korenmolen en pelmolen. De molen dateert uit de 17e eeuw. De Jager uit vermoedelijk 1718 is eveneens een stellingmolen en is in gebruik als een houtzaagmolen.

## Sport

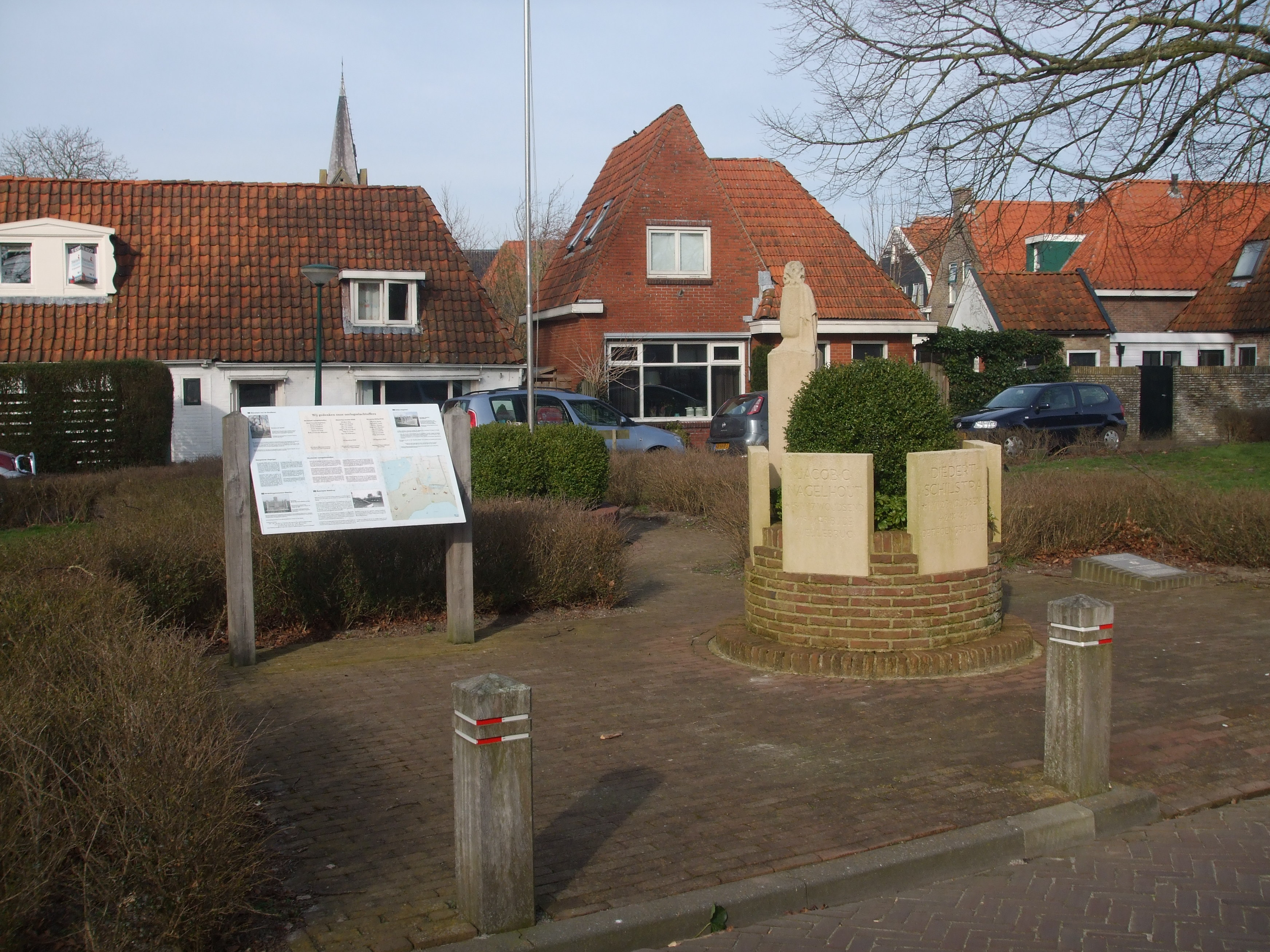
Monument voor de gevallenen, een oorlogsmonument tegenover De Karmel

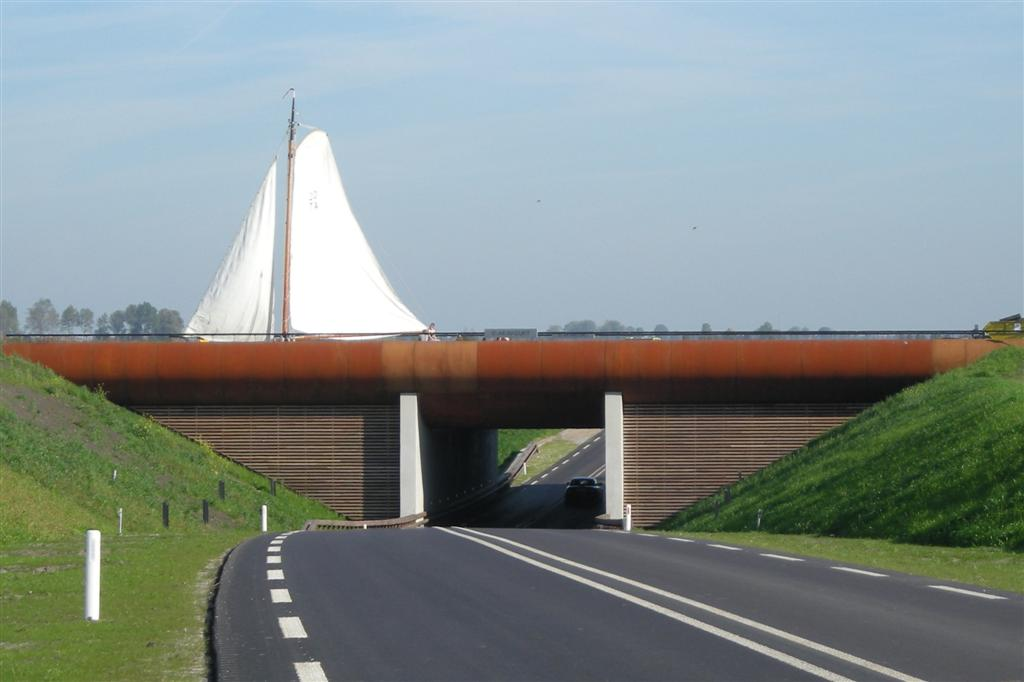
Ie Aquaduct in de N928 aan de zuidzijde van Woudsend

Naast onder meer de Watersport Vereniging Woudsend zijn er in het dorp diverse verenigingen, zoals een voetbalvereniging VV Woudsend, een tennisvereniging Woudsend e.o., volleybalvereniging WISKY, een gymnastiekvereniging WSV, een biljartvereniging Hy rint noch en een damclub Eensgezindheid.
In de zomer wordt bij Woudsend op het Heegermeer het SKS Skûtsjesilen gehouden. Skûtsje Klaas van der Meulen komt uit voor Woudsend.

## Cultuur
In Woudsend zijn een aantal muziekverenigingen, zoals het Koor Om ‘e Nocht, R.K. Zangkoor het Ceciliakoor, Shantykoor De Pôllesjongers en Sjonggroep De Reinbôge. Verder is er de toneelvereniging Fertier. Eens in de twee jaar is er een Shantyfestival in het dorp.

## Onderwijs
Op 4 september 2024 zijn de twee basisscholen, de Meester van der Brugschool en de Bonifatiusschool, gefuseerd. De nieuwe school heeft de naam "Tusken de Marren" gekregen.

## Verkeer
Bij Woudsend komen de N928 en de N354 samen. Op 15 september 2007 werd het Ie Aquaduct opengesteld voor verkeer op de zuidelijke rondweg van het dorp.

## Geboren in Woudsend
- Gerben Jelles Nauta (1694-1752), beeldhouwer
- Jan Couperus (1755-1833), regent en volksvertegenwoordiger
- Lieuwe Annes Buma (1796-1876), classicus
- Hendrik Hendriks Kramer (1850-1934), architect
- Hylke Michiel Tromp (1866-1935), burgemeester
- Wybe Jelles van der Meer (1883-1948), architect
- Jacoba Nicolina van Dantzig-Melles, (1886-1972), politica en bestuurder
- Willem Pot (1888-1963), burgemeester
- Wytze Martens (1907-1964), burgemeester

## Openbaar vervoer
Woudsend is bereikbaar via drie buslijnen van Qbuzz vanuit Sneek en Lemmer.